# Okres Nové Mesto nad Váhom
Nové Mesto nad Váhom is een district (Slowaaks: Okres) in de Slowaakse regio Trenčín. De hoofdstad is Nové Mesto nad Váhom. Het district bestaat uit 2 steden (Slowaaks: Mesto) en 32 gemeenten (Slowaaks: Obec).

## Steden
- Nové Mesto nad Váhom
- Stará Turá

## Lijst van gemeenten
| - Beckov - Bošáca - Brunovce - Bzince pod Javorinou - Čachtice - Častkovce - Dolné Srnie - Haluzice - Horná Streda - Hôrka nad Váhom - Hrádok | - Hrachovište - Kálnica - Kočovce - Lubina - Lúka - Modrová - Modrovka - Moravské Lieskové - Nová Bošáca - Nová Lehota - Nová Ves nad Váhom | - Očkov - Pobedim - Podolie - Potvorice - Považany - Stará Lehota - Trenčianske Bohuslavice - Vaďovce - Višňové - Zemianske Podhradie |

Okres Bánovce nad Bebravou · Okres Ilava · Okres Myjava · Okres Nové Mesto nad Váhom · Okres Partizánske · Okres Považská Bystrica · Okres Prievidza · Okres Púchov · Okres Trenčín